# Oecetis morsei
Oecetis morsei là một loài Trichoptera trong họ Leptoceridae. Chúng phân bố ở miền Tân bắc.